# TT134
TT134 (Theban Tomb 134) è la sigla che identifica una delle Tombe dei Nobili ubicate nell’area della cosiddetta Necropoli Tebana, sulla sponda occidentale del Nilo dinanzi alla città di Luxor, in Egitto. Destinata a sepolture di nobili e funzionari connessi alle case regnanti, specie del Nuovo Regno, l'area venne sfruttata, come necropoli, fin dall'Antico Regno e, successivamente, sino al periodo Saitico (con la XXVI dinastia) e Tolemaico.

## Titolare
TT134 era la tomba di:
| Titolare             | Titolo                                           | Necropoli           | Dinastia/Periodo | Note                                           |
| -------------------- | ------------------------------------------------ | ------------------- | ---------------- | ---------------------------------------------- |
| Thauenany, detto Any | Profeta di Amenhotep che naviga sul mare di Amon | Sheikh Abd el-Qurna | XIX dinastia     | nella pianura; nello stesso cortile della TT53 |

## Biografia
Uniche notizie biografiche ricavabili dai dipinti, il nome della moglie, Tabesi, e quello del padre, Besuemopet, che ricopriva lo stesso incarico del figlio.

## La tomba
L'accesso alla TT134 si trova in un cortile, da cui si accede anche alla TT53, in cui (n. 1 in planimetria) una stele, su tre registri sovrapposti, reca la barca di Amon trainata da sciacalli, inni dedicati ad Amon-Ra e il defunto e la moglie dinanzi a Ra-Horakhti, Atum, Iside, Osiride e Hathor. Un corridoio, sulle cui pareti (2) sono riportati i cartigli di Amenhotep I e della regina Ahmose Nefertari, adduce a una sala trasversale, nella forma planimetrica tipica delle tombe del periodo a "T" rovesciata, sulle cui pareti (3-4) brani del Libro delle Porte, una barca trainata verso il tempio di Busiris attesa sulla riva da donne con sistri. Su altre pareti (6-7) i resti di una donna e un uomo, inginocchiati, in offertorio al defunto e alla moglie.
Un breve corridoio, sulle cui pareti (8) è rappresentato il defunto in offertorio a varie divinità, dà accesso a una sala perpendicolare alla precedente; sulle pareti (9-10) brani del Libro delle Porte con personaggi inginocchiati, resti di processione funeraria (11-12) e cerimoniale sulla mummia e (13) il defunto e un figlio che adorano Ra-Horakhti e Ahmose Nefertari, e Osiride e Amenhotep I (?). Sul fondo, una nicchia (14) accoglie le statue di un re (o di un dio), di Osiride e di una regina (o una dea), nonché scene del defunto e della moglie che adorano Amenhotep I, Ahmose Nefertari, Osiride e Ra-Horakhti.

### Annotazioni
1. ↑  La numerazione dei locali e delle pareti segue quella di Porter e Moss 1927, p. 249.
2. ↑  La prima numerazione delle tombe, dalla numero 1 alla 253, risale al 1913 con l’edizione del "Topographical Catalogue of the Private Tombs of Thebes" di Alan Gardiner e Arthur Weigall. Le tombe erano numerate in ordine di scoperta e non geografico; ugualmente in ordine cronologico di scoperta sono le tombe dalla 253 in poi.
3. ↑  I campi della Duat, ovvero l'aldilà egizio, si trovavano, secondo le credenze, proprio sulla riva occidentale del grande fiume.
4. ↑  Nella sua epoca di utilizzo, l'area era nota come "Quella di fronte al suo Signore" (con riferimento alla riva orientale, dove si trovavano le strutture dei Palazzi di residenza dei re e i templi dei principali dei) o, più semplicemente, "Occidente di Tebe".
5. ↑  le Tombe dei Nobili, benché raggruppate in un'unica area, sono di fatto distribuite su più necropoli distinte.
6. ↑  Le note, sovente di inquadramento topografico della tomba, sono tratte dal "Topographical Catalogue" di Gardiner e Weigall, ed. 1913 e fanno perciò riferimento alla situazione dell'epoca.

### Fonti
1. ↑  Gardiner e Weigall 1913.
2. ↑  Donadoni 1999,  p. 115.
3. ↑  Gardiner e Weigall 1913, p. 28.
4. 1 2  Porter e Moss 1927,  p. 249.
5. ↑  Gardiner e Weigall 1913, pp. 28-29.
6. ↑  Porter e Moss 1927,  pp. 249-250.